# Glenea iridescens
Glenea iridescens är en skalbaggsart som beskrevs av Francis Polkinghorne Pascoe 1867. Glenea iridescens ingår i släktet Glenea och familjen långhorningar. Inga underarter finns listade i Catalogue of Life.